# Puente de la Alcolea
El puente de la Alcolea es un viaducto ferroviario español situado entre los términos municipales de Trigueros y Calañas, en la provincia de Huelva. La infraestructura está construida en hormigón, posee una longitud de 200 metros y permite el cruce del río Odiel. En sus orígenes la infraestructura se trataba de un puente de hierro, sustituido por el actual en la década de 1950. El viaducto se encuentra situado en el punto kilométrico 152 de la línea Zafra-Huelva.

## Historia
El puente original de la Alcolea fue construido a finales del siglo XIX por la Compañía del Ferrocarril de Zafra a Huelva, que levantó un puente de acero para permitir el cruce del río Odiel por la línea férrea que debía enlazar la capital onubense con Zafra. El trazado entró en servicio en 1889. El viaducto fue construido originalmente con hierro. En la década de 1950 se acometió la construcción de un viaducto de hormigón que debía sustituir a la infraestructura original, al igual que ocurrió con otros puentes de la línea. Las obras, que transcurrieron entre 1954 y 1956, fueron emprendidas por la empresa RENFE.